# Märchen Mädchen
Märchen Mädchen (メルヘン・メドヘン?, Meruhen Medohen) è una serie di light novel scritta da Tomohiro Matsu e illustrata da Kantoku, edita da Shūeisha, sotto l'etichetta Dash X Bunko, da febbraio 2017. Un adattamento manga ha iniziato la serializzazione sulla rivista Jump Square di Shūeisha il 4 ottobre 2017, mentre un adattamento anime, prodotto da Hoods Entertainment, è stato trasmesso in Giappone tra l'11 gennaio e il 29 marzo 2018.

## Personaggi
Hazuki Kagimura (鍵村 葉月?, Kagimura Hazuki)
Doppiata da: Tomori Kusunoki
Shizuka Tsuchimikado (土御門 静?, Tsuchimikado Shizuka)
Doppiata da: Rie Suegara
Yumilia Qazan (ユーミリア・カザン?, Yūmiria Kazan)
Doppiata da: Lynn

## Media

### Light novel
La serie di light novel è stata scritta da Tomohiro Matsu con le illustrazioni di Kantoku. Matsu aveva lavorato all'opera per tre anni, completandola prima della sua morte avvenuta a maggio 2016. Il primo volume è stato pubblicato da Shūeisha, sotto l'etichetta Dash X Bunko, il 24 febbraio 2017 e al 22 dicembre dello stesso anno ne sono stati messi in vendita in tutto tre.
| Nº | Data di prima pubblicazione | Data di prima pubblicazione | Data di prima pubblicazione |
| Nº | Giapponese                  | Giapponese                  |                             |
| -- | --------------------------- | --------------------------- | --------------------------- |
| 1  | 24 febbraio 2017            | ISBN 978-4-08-631171-7      |                             |
| 2  | 25 luglio 2017              | ISBN 978-4-08-631193-9      |                             |
| 3  | 22 dicembre 2017            | ISBN 978-4-08-631218-9      |                             |

### Manga
Un adattamento manga, scritto da Takatoshi Nakamura e disegnato da Kiyotsugu Yamagata, ha iniziato la serializzazione sulla rivista Jump Square di Shūeisha il 4 ottobre 2017. Un volume tankōbon è stato pubblicato il 4 gennaio 2018.

### Anime
Annunciato il 25 luglio 2017 sul secondo volume delle light novel, un adattamento anime, prodotto da Hoods Entertainment e diretto da Shigeru Ueda, è andato in onda dall'11 gennaio al 29 marzo 2018 senza trasmettere gli ultimi due episodi. La composizione della serie è a cura di Matsu, mentre la colonna sonora è stata composta da Rionos. Le sigle di apertura e chiusura sono rispettivamente Watashi no tame no monogatari: My Uncompleted Story (わたしのための物語 〜My Uncompleted Story〜?) dei Fhána e Sleepland di Reina Ueda. In varie parti del mondo gli episodi sono stati trasmessi in streaming in simulcast da Crunchyroll. La serie era stata inizialmente prevista in 12 episodi, ma per problemi di budget e organizzativi è stata temporaneamente cancellata dopo il decimo episodio.

#### Episodi
| Nº | Titolo italiano (traduzione letterale) Giapponese 「Kanji」 - Rōmaji                                                                   | In onda          | In onda |
| Nº | Titolo italiano (traduzione letterale) Giapponese 「Kanji」 - Rōmaji                                                                   | Giapponese       |         |
| 1  | La sindrome della storia 「物語症候群」 - Monogatari shōkōgun                                                                          | 11 gennaio 2018  |         |
| 2  | La prima magia 「はじめての魔法」 - Hajimete no mahō                                                                                   | 18 gennaio 2018  |         |
| 3  | È arrivata l'Hexen Nacht 「ヘクセンナハトがやってきた」 - Hekusen Nahato ga yattekita                                                  | 25 gennaio 2018  |         |
| 4  | Un luogo in cui esistere, un luogo a cui tornare 「いるべき場所、帰る場所」 - Irubeki basho, kaeru basho                               | 1º febbraio 2018 |         |
| 5  | Addio, mia magia 「さよなら、私の魔法」 - Sayonara, watashi no mahō                                                                    | 8 febbraio 2018  |         |
| 6  | Cenerentola non si volta indietro 「シンデレラは振り向かない」 - Shinderera wa furimukanai                                             | 15 febbraio 2018 |         |
| 7  | La favola dell'uomo onesto 「正直者の寓話」 - Shōjikimono no gūwa                                                                      | 22 febbraio 2018 |         |
| 8  | Estrai una grande rapa 「大きなカブを抜け」 - Ōki na kabu o nuke                                                                       | 1º marzo 2018    |         |
| 9  | I viaggi si fanno in compagnia e le trappole devono essere stravaganti 「旅は道連れ罠は気まぐれ」 - Tabi wa michizure wana wa kimagure | 22 marzo 2018    |         |
| 10 | Il fiore di luna sboccia due volte 「月の花は二度咲く」 - Tsuki no hana wa ni-do saku                                                  | 29 marzo 2018    |         |